# Bundesstraße 404
Bundesstrasse 404 er en Bundesstraße i det nordlige Tyskland. Vejen går fra Kiel til Handorf og passerer blandt andet Bargteheide. Vejen går gennem delstaterne Slesvig-Holsten og Niedersachsen.
| Veje og vejanlæg | Spire Denne artikel om veje eller vejanlæg er en spire som bør udbygges. Du er velkommen til at hjælpe Wikipedia ved at udvide den. |

54°18′10″N 10°07′37″Ø / 54.30278°N 10.12704°Ø